# Naciek lodowy

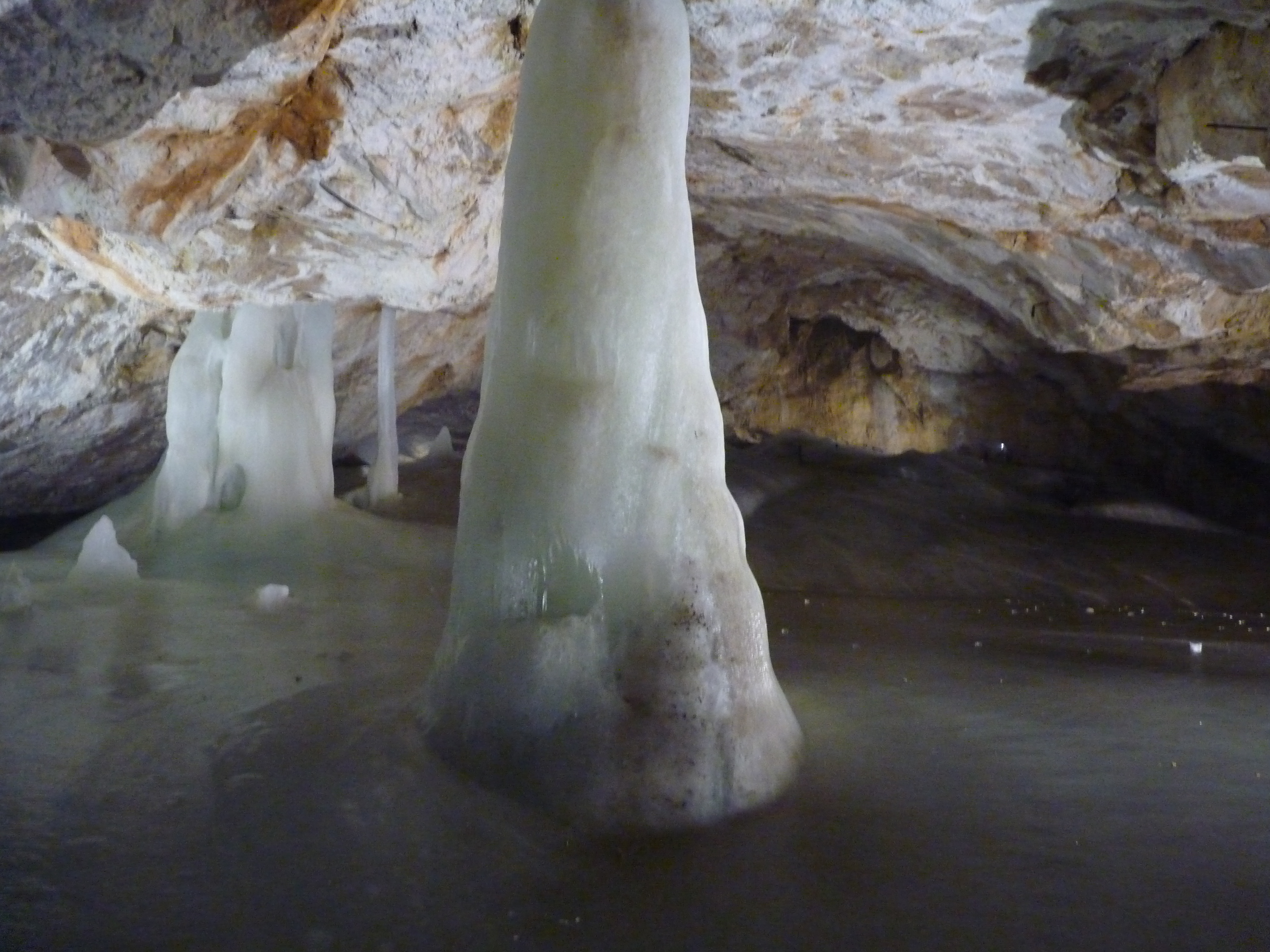
Kolumny lodowe i lód podłogowy w Dobszyńskiej Jaskini Lodowej

Naciek lodowy – rodzaj nacieku jaskiniowego powstającego w jaskiniach. Powstaje w zamarzających częściach jaskiń głównie na wiosnę.
Nacieki lodowe kształtem są bardzo podobne do niektórych nacieków twardych grawitacyjnych. Na stropach i ścianach jaskiń tworzą stalaktyty lodowe (sople), stalagmity lodowe (chłopki) lub lodowe stalagnaty (kolumny lodowe). Woda zamarzając na dnie jaskiń tworzy lód podłogowy, a na pochyłych korytarzach pochylnie lodowe.
Istnieją jaskinie, w których lód utrzymuje się przez cały rok. Są to jaskinie lodowe.